# Silver Convention
Silver Convention — немецкий вокально-инструментальный ансамбль (Сильвер Конвеншн), участники фестиваля «МИДЕМ-75» и конкурса Евровидение 1977. Группа стала одной из основоположниц "мюнхенского звучания" стиля евро-диско, а его участница Пенни МакЛин, которая параллельно работе в группе развивала свою сольную карьеру, была первой "королевой евро-диско".

## История
Образованы в 1974 году в городе Мюнхене. В первоначальный состав группы вошли Линда Томпсон, Рамона Вульф и Пенни МакЛин.
О вокально-инструментальном ансамбле «Сильвер Конвеншн» широко заговорили в январе 1975 года после фестиваля МИДЕМ-75. Место и время выхода на международную арену до сих пор никому не известного коллектива были выбраны как нельзя более удачно; международная ярмарка грамзаписи и музыкальных изданий (MIDEM) — крупнейший ежегодный форум, куда со всего мира съезжаются представители фирм, импресарио, музыканты и певцы. Выступление молодых музыкантов из ФРГ, исполнивших диско-композицию «Save me», прошло с большим успехом и вызвало несомненный интерес у широкой аудитории. Коллектив продемонстрировал новый стиль, что было неожиданным для всех, ведь он являлся детищем западно германских фирм, которые, как известно, законодателями в области популярной музыки до тех пор не являлись. Стиль этот привился, разошёлся по свету и известен теперь как «мюнхенский» (The sound of Munich). Самая характерная его черта — сочетание хорошо аранжированых струнных, ведущих основную тему, с ярким, акцентированным ударным сопровождением и вокалом. Создателями этого стиля по единодушному мнению критики являются композиторы Михаэль Кунце и Сильвестр Левай, известный также как талантливый аранжировщик и пианист.
Следующий их сингл «Fly, Robin, Fly» стал хитом по обе стороны Атлантического океана, достигнув № 1 в США, был номинирован на «Грэмми». Столь очевидный успех ансамбля «Сильвер Конвеншн» заставил организаторов подумать о будущем: коллектив начинает широкую гастрольную деятельность, записывает грампластинки (дебютный альбом группы был издан и в Советском Союзе). После успеха диска «Save me» (Спаси меня) М. Кунце и С. Левай осуществляют свою давнюю мечту выпустить диск с единой смысловой концепцией, объединённой единым замыслом и являет собой некоторое подобие оратории, которая может быть показана зрителю как законченный сценический спектакль. На следующий год очередной хит «Get Up & Boogie (That’s Right)» стал № 1 в Канаде и № 2 в США.
Следует отметить, что состав группы постоянно менялся. Некоторые её члены выпускали сольные диски. Наиболее известные среди них — Пенни МакЛин, записавшая знаменитый бестселлер «Lady Bump» (Леди Бамп) и получившая титул «Королева Евро-Диско», и Рамона Вульф, особенно прославившаяся песнями «Oh! What a Night» (Что за ночь!) и «Save the Last Dance for Me» (За тобой последний танец). Рамона Вульф входила в состав группы до 1979 года, впервые записалась на грампластинки в 1970 году, некоторое время была популярна среди молодёжи ФРГ. В 1973—1974 годах успех её покинул, и она решила оставить эстраду. Однако подписав контракт с фирмой «Юпитер», и, сделавшись участницей ансамбля «Сильвер Конвеншн», Рамона вновь добилась признания.
В 1976 году коллектив покинула Линда Томпсон, которую заменила Ронда Хит. Ронда родилась в Нью-Йорке, музыкой начала заниматься с пяти лет. Годы учения приносят ей также успех на школьной драматической сцене. Получив высшее образование, Ронда работала преподавателем и одновременно играла в небольших любительских спектаклях, снималась в короткометражных фильмах и на телевидении. Летом 1976 года Ронда узнала, что продюсер из ФРГ ищет девушку для группы «Сильвер Конвеншн». Ронда оказывается лучшей среди большого числа претенденток и стала участницей группы. В 1977 году «Silver Convention» представляли Германию на конкурсе Евровидение с песней «Telegram» и заняли восьмое место.
В 1978 году Всесоюзная фирма грамзаписи «Мелодия» выпустила в СССР первую пластинку группы 1975 года «Silver Convention» (в советском издании пластинка получила название «Ансамбль «Силвер Конвеншн»), а в 1980 году песня «Tiger Baby» («Тигрёнок») из этого альбома попала на двойной сборник «Радуга. Зарубежная эстрада», состоящих из песен и инструментальных композиций популярных зарубежных исполнителей, чьи пластинки выходили в Советском Союзе в конце 1970-х годов.
В 1978 году группа была снова обновлена. Продюсером стал Джон Дэвис, а тремя вокалистками — Рамона Вулф, Ронда Хит и Зенда Джэкс. Талантливая Зенда, заменившая Пенни МакЛин, уроки танцев начала брать в раннем возрасте и была участницей группы «Ройал Бэллей Кампани». Закончив в 1971 году свои выступления как танцовщица, Зенда решила стать профессиональной певицей. До 1975 года она гастролировала по Европе в составе группы «Масклс», пока не заключила контракт на сольные выступления. Увидев Зенду в одной из телепередач, М. Кунце приглашает девушку в состав группы «Сильвер Конвеншн». В новом составе группа записала свой последний альбом «Love in a sleeper» и на следующий год прекратила своё существование.
Именно непостоянство состава группы привело к разногласиям внутри коллектива и его распаду в 1979 году. Тем не менее, участницы и сейчас продолжают периодически выступать вместе. Группа сохранила о себе очень яркие и тёплые воспоминания, её альбомы и синглы хорошо воспринимались музыкальными критиками и слушателями, занимая высокие места в музыкальных чартах. В историю «Silver Convention» вошла как первая европейская диско-группа, оказавшая значительное влияние на весь ход дальнейшего развития диско-музыки Европы..

## Дискография

### Альбомы
- Silver Convention (1975)
- Get Up and Boogie (1976)
- Madhouse (1976)
- Success (1977)
- Summernights (1977)
- Love in a Sleeper (1978)
- The Best of Silver Convention (1978)
- Greatest Hits (1998)
- Get Up and Boogie (The Hits) (1999)
- The Very Best of Silver Convention (2003)

### Синглы
- Save Me (1974)
- Always Another Girl (1975)
- Fly, Robin, Fly (1975)
- Get Up and Boogie (1976)
- No, No, Joe (1976)
- Everybody’s Talkin’ ’Bout Love (1976)
- Telegram (1977)
- The Boys from Liverpool (1977)
- Spend the Night with Me (1978)
- Café au lait (1979)
- Get It Up (1981)
- Silver Stars: World Hits of Silver Convention (1981)